# Громово (Смоленская область)
Громово — деревня в Смоленской области России, в Дорогобужском районе. Расположена в центральной части области в 11 км к югу от Дорогобужа, в 6 км восточнее автодороги Р137 Сафоново — Рославль. Население — 41 житель (2007 год). Входит в состав Княщинского сельского поселения.

## История
Известно как минимум с 1585 года (как село с церковью Воскресения):

Май 3 — «Взялъ на Москве у Ондреева человека Щелкалова у Богдана у Данилова монастырскихъ денегъ десеть рублевъ, что онъ занялъ въ Дорогобуже у Троицы въ монастыре, по Ондрееву приказу, на церковное строение въ село въ Ондреево въ Громово»
— Книги Павло-Обнорского и Болдина Дорогобужского монастырей //Русская историческая библиотека. Т. 37. с. 14
В XIX веке церкви не стало и Громово становится деревней. В своё время селом владели Щелкаловы, Салтыковы, Барышниковы. В 1909 году открыта земская школа. В 1904 году в селе проживало 188 жителей.